# USS Preston (DD-327)
Za druga plovila z istim imenom glejte USS Preston.
USS Preston (DD-327) je bil rušilec razreda Clemson v sestavi Vojne mornarice Združenih držav Amerike.
Rušilec je bil poimenovan po pomorskem častniku Samuelu W. Prestonu.

## Zgodovina
V skladu s Londonskim sporazumom o pomorski razorožitvi je bil rušilec 1. maja 1930 izvzet iz aktivne službe in 6. novembra 1931 izbrisan iz seznama plovil Vojne mornarice ZA ter bil nato naslednje leto prodan kot staro železo.